# Кургани (Калінінградська область)
Кургани (рос. Курганы) — селище Гур'євського міського округу, Калінінградської області Росії. Входить до складу Добринського сільського поселення.
Населення —  4 особи (2015 рік). 

## Населення
| 2002 | 2010 |
| ---- | ---- |
| 3    | ↗4   |